# Stanisław Janusz Sosabowski

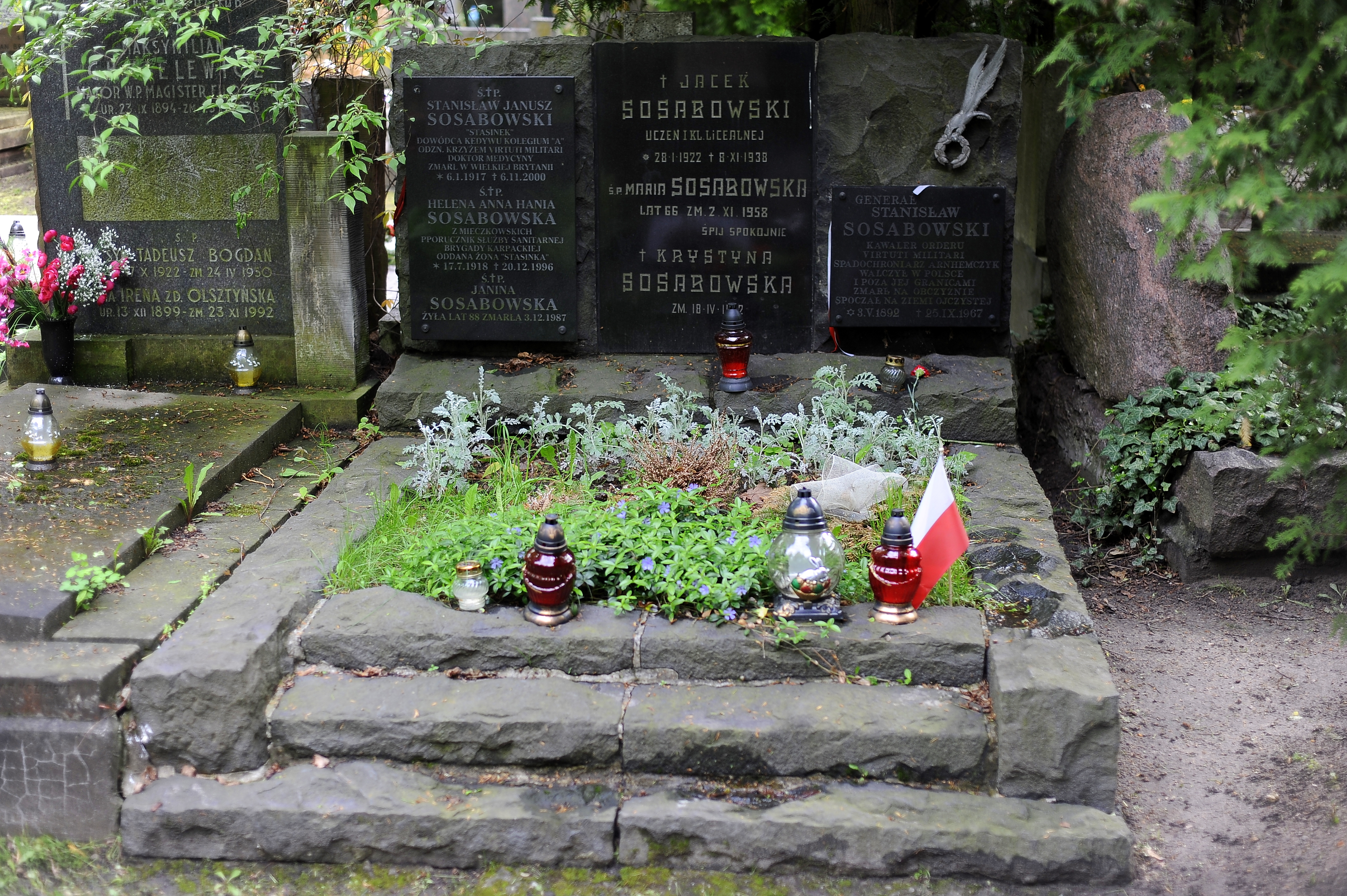
Grób Stanisława Janusza Sosabowskiego na cmentarzu Wojskowym na Powązkach

Stanisław Janusz Sosabowski, ps. Staszek, Stasinek (ur. 6 stycznia 1917 w Brnie, zm. 6 listopada 2000 w Wimborne Minster) – polski lekarz, doktor nauk medycznych, major Wojska Polskiego, oficer Kedywu Armii Krajowej, uczestnik kampanii wrześniowej, powstaniec warszawski. Kawaler Orderu Virtuti Militari.

## Życiorys
Syn generała Stanisława Franciszka Sosabowskiego i Marii z domu Tokarskiej (1893–1958). W wyniku wypadku w dzieciństwie stracił lewe oko. Miał młodszego brata, Jacka (1922–1938), który zginął w wypadku z bronią.
Ukończył Gimnazjum im. Adama Mickiewicza w Warszawie. W 1935 został przyjęty do Szkoły Podchorążych Sanitarnych i rozpoczął jednocześnie studia na Wydziale Lekarskim Uniwersytetu Warszawskiego.
W trakcie kampanii wrześniowej w stopniu podporucznika dowodził plutonem obsługi pociągu sanitarnego. Po ucieczce z tymczasowego obozu jeńców w Żyrardowie zaangażował się w grudniu 1939 w działania konspiracyjne. Kontynuował także studia medyczne na tajnym Uniwersytecie Warszawskim, odbywając praktyki w Szpitalu Dzieciątka Jezus. W latach 1939–1942 był instruktorem i dowódcą jednego z plutonów żoliborskiego oddziału „Fabryka”. W sierpniu 1942 zorganizował oddział dywersyjny w strukturach Tajnej Organizacji Wojskowej, który po jej scaleniu z Armią Krajową wszedł w skład grupy „Andrzeja" Józefa Rybickiego (późniejszego Oddziału Dyspozycyjnego „A"), należącej do Kedywu Okręgu Warszawskiego Armii Krajowej.
15 czerwca 1944  brał udział w zamachu, w którym zginął Herbert Junk, kat Pawiaka. 
Powstańczy oddział Kedywu pod jego dowództwem 1 sierpnia 1944 oswobodził strzeżoną przez SS w magazynach na Umschlagplatzu 50-osobową grupę Żydów z Węgier i Grecji, więźniów pobliskiego obozu na Gęsiówce. Na początku powstania został ciężko ranny w twarz i trwale utracił wzrok w prawym oku. Znalazł się następnie w Szpitalu św. Łazarza na Woli. Następnie został przetransportowany na Stare Miasto, z którego przeprowadzono go kanałami do Śródmieścia. We wrześniu przebywał w szpitalu polowym nr 7 przy ul. Marszałkowskiej.
Po upadku powstania został uwięziony w oflagu w Niemczech. Uwolniony przez aliantów przedostał się do Wielkiej Brytanii. Jako pierwszy w historii Brytyjskiej Izby Lekarskiej ociemniały nostryfikował dyplom lekarski i stał się członkiem General Medical Council. Praktykował w specjalizacji rehabilitacja.
W latach 90. został awansowany do stopnia majora w stanie spoczynku.
Pochowany na Cmentarzu Wojskowym na Powązkach w Warszawie (kwatera A19-7-10/11).

## Odznaczenia
- Krzyż Srebrny Orderu Virtuti Militari (1944)
- Krzyż Walecznych (dwukrotnie w 1943 i 1944)
- Medal „Za udział w wojnie obronnej 1939”
- Złoty medal pamiątkowy 1 Samodzielnej Brygady Spadochronowej